# Mefistofele
Mefistofele é uma ópera constituída de um prólogo, quatro atos e um epílogo, sendo uma única ópera completa do compositor e libretista italiano Arrigo Boito.
A estreia de Mefistofele aconteceu em 5 de março de 1868 no Teatro alla Scala de Milão, sob a batuta do próprio Boito. Depois de um fiasco na estreia, o autor imediatamente revisou a ópera, reduzindo sua duração e modificando a escala de algumas cenas. Reescreveu o quinto ato  como um epílogo, adicionando o dueto "Lontano, lontano". O papel de Fausto, que era  de um barítono, passou a ser atribuído a um tenor.
A estreia da versão revisada foi em Bolonha, no dia 4 de outubro de 1875, com sucesso imediato. Boito também fez uma revisão menor em 1876, que estreou em 13 de maio do mesmo ano,  em Veneza. A primeira performance britânica ocorreu no Her Majesty's Theatre,  em Londres, no dia  6 de julho de 1880. A estréia nos Estados Unidos ocorreu em 16 de novembro de 1880, em Boston.
A produção definitiva aconteceu em Milão, no dia 25 de maio de 1881.

## Personagens
- Helena de Troia - soprano
- Fausto - tenor
- Marguerita - soprano
- Marta - contralto
- Mefistófeles - baixo
- Nereu (somente na versão de 1875) - tenor
- Pantális (somente na versão de 1875) - contralto
- Wagner - tenor
- O astrólogo (somente na versão de 1868) - baixo

## Sinopse

### Prólogo

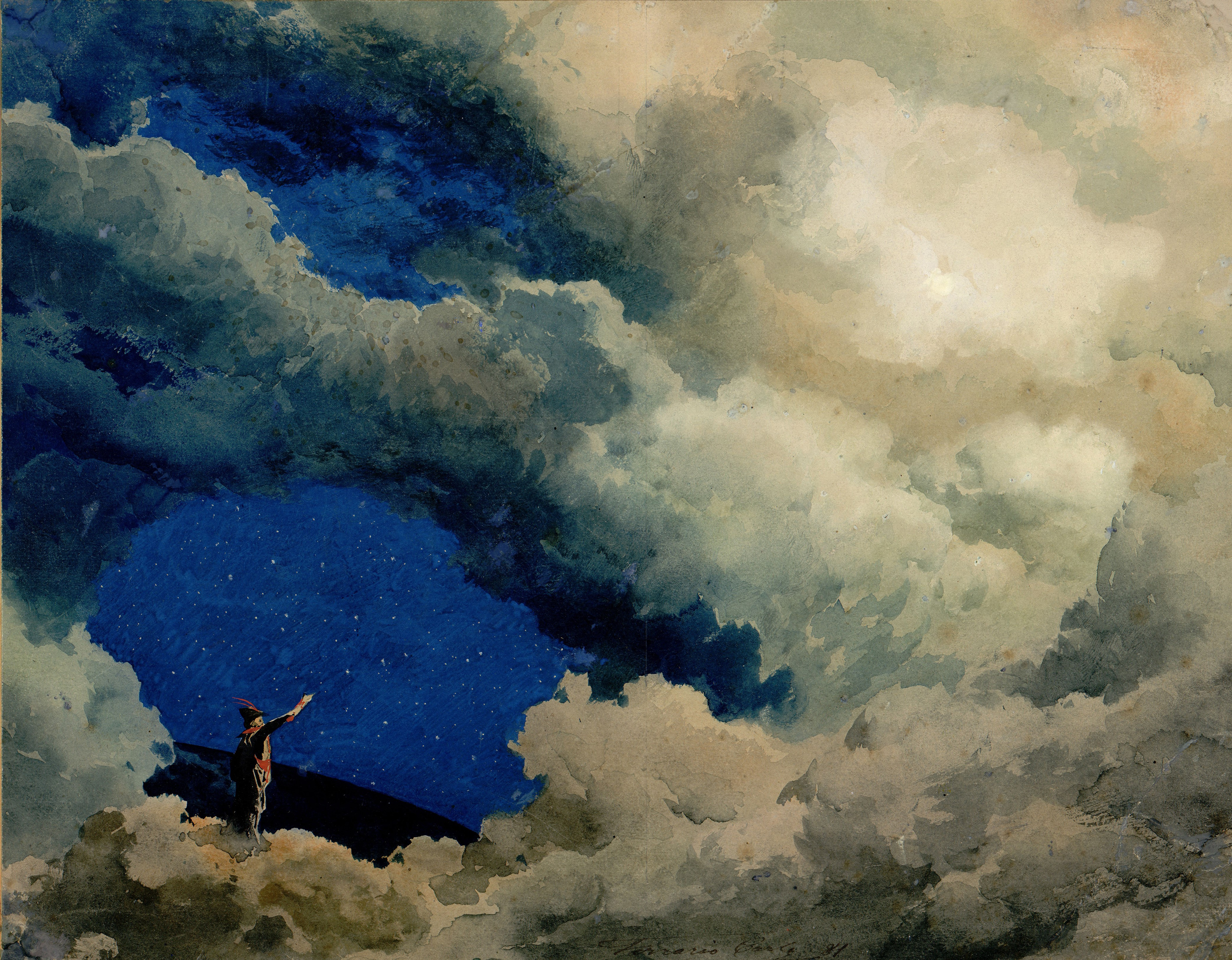
Esboço para a cenografia do prólogo

O prólogo transcorre no céu, onde os querubins, as fadas celestiais e as almas santas cantam hinos ao Senhor. Mas entre eles está Mefistófeles, um espírito do mal. A ária de Mefistófeles requer pouca consideração, não precisando corais imensos e de uma emoção sublime que termina em êxtase.

### Ato I
A primeira cena transcorre em uma ponte de saída da cidade de Frankfurt. Sinos ressoam. Entre todo o alvoroço anda um monge de capuz. Chegam Fausto e Wagner. Acontecem danças frenéticas da população com uma clara essência melódica, o que faz Wagner se afastar do seu plano. Quando deixados sozinhos, Fausto fica vendo o entardecer, quando eles percebem o frade. Fausto adverte que ardem seus pés, como se estivessem em fogo.
A segunda cena acontece no gabinete de Faust, onde está aberto o evangelho. O frei continuou a se esconder no escuro. O frei se apresenta, Fausto, aterrorizado, e o frei (Mefistófeles) se revela como cavaleiro. Fausto ri e faz piadas. Mefistofele explica, em uma ária genial, de ritmo rápido e suntuoso, que é um espírito que sempre nega, que deseja a destruição. Então que acontece a ação, ele oferece ser o servo de Fausto, assim ele poderia ter todo o amor, riqueza e poder que quisesse. Fausto concorda e no fim da cena ele pergunta onde está a carruagem, riquezas e prazer, Mefistófeles diz apenas o suficiente para abrir seu manto e explodir. O final como sempre, é uma orquestração bizarra.

### Ato II
Agora nos encontramos no jardim de Margarita. Uma cena que não recorre a toda emotividade necessária. Apresenta apenas Margarita e Fausto, dois apaixonados que cantam seus amores e desejos, recordando seus desejos.
Depois, na segunda cena, Mefistófeles leva Fausto às montanhas, para a noite de Walpurgis, o Sabbat. É a cena mais bem sucedida da ópera. Mefistófeles pede para Fausto acelerar o passo, até que começam a aparecer bruxos e bruxas, que louvam Satanás. Fausto tem a visão de Margarita.

### Ato III
A visão de Fausto era verdade. Margarita vive em uma melancolia, sua mente está em um estado de confusão e desespero. Ela foi presa por envenenar sua mãe enquanto dormia. Fausto apela a Mefistófeles para ajudá-los a fugir juntos. Eles entram na prisão. Margarita fica feliz ao ver Fausto mas horrorizada em ver Mefistófeles e reconhecê-lo como Diabo. Margarita implora por perdão divino.

### Ato IV
Mefistófeles transporta Fausto até à Grécia Clássica. Helena de Troia e suas seguidoras estão aproveitando a luxúria e exotismo. Fausto está mais brilhante do que nunca, e consegue facilmente conquistar o coração da bela princesa. Ele declara seu amor e devoção para os outros.

### Epílogo
Voltando ao seu escritório, Fausto está velho, não reflete a realidade e ilusão que ele tinha. Ele sente que o fim da sua vida está perto, mas ele implora a vitória para Mefistófeles. Pegando em sua Bíblia, ele pede o perdão de Deus. Mefistófeles foi infeliz, desaparece e Fausto morre.

## Gravações selecionadas
- Nazzareno de Angelis, Antonio Melandri, Mafalda Favero, Giannina Arangi-Lombardi dirigida por Lorenzo Molajoli (Italian Columbia, 1931)

- Cesare Siepi, Mario Del Monaco, Renata Tebaldi, dirigida por Tullio Serafin (Decca, 1959)

- Norman Treigle, Plácido Domingo, Montserrat Caballé, dirigida por Julius Rudel (EMI, 1973)

- Nicolai Ghiaurov, Luciano Pavarotti, Mirella Freni, Montserrat Caballé, dirigida por Oliviero de Fabritiis (Decca, 1982)

- Ruggero Raimondi, José Carreras, Rosalind Plowright, Hildegard Behrens, dirigida por Claudio Abbado (Deutsche Grammophon, 1987)